# Gran Premio de las Naciones de Motociclismo de 1953
El Gran Premio de las Naciones de Motociclismo de 1953 fue la séptima prueba de la temporada 1953 del Campeonato Mundial de Motociclismo. El Gran Premio se disputó el 6 de septiembre de 1953 en el Autodromo Nacional de Monza.

## Resultados 500cc
MV Agusta estuvo presente con toda su fuerza, incluido Carlo Bandirola, que debería haberse centrado en el campeonato italiano esta temporada. Bandirola, sin embargo, se retiró, al igual que Fergus Anderson, a quien se le permitió competir nuevamente con la Moto Guzzi Quattro Cilindri 1952. Gilera proporcionó a Pierre Monneret otra máquina. Contra este despliegue masivo de las marcas italianas destacaba la ausencia de los necesitados Norton y AJS. Gilera volvió a ser invencible. Se llevó los cuatro primeros lugares de la carrera y el ganador Geoff Duke se aseguró su cuarto título mundial.
| Pos.    | Piloto                   | Equipo     | Tiempo/Retirado | Puntos |
| ------- | ------------------------ | ---------- | --------------- | ------ |
| 1       | Geoff Duke               | Gilera     | 1h 10' 18" 3    | 8      |
| 2       | Dickie Dale              | Gilera     | +41" 1          | 6      |
| 3       | Libero Liberati          | Gilera     | +51" 8          | 4      |
| 4       | Reg Armstrong            | Gilera     | +58" 6          | 3      |
| 5       | Cecil Sandford           | MV Agusta  | +1' 42" 1       | 2      |
| 6       | Hermann Paul Müller      | MV Agusta  | +1 Vuelta       | 1      |
| 7       | Nello Pagani             | Gilera     | +1 Vuelta       |        |
| 8       | Bruno Francisci          | MV Agusta  | +1 Vuelta       |        |
| 9       | Pierre Monneret          | Gilera     | +2 Vueltas      |        |
| 10      | John Storr               | Norton     | +2 Vueltas      |        |
| 11      | Enrico Galante           | Norton     | +2 Vueltas      |        |
| 12      | Felice Benasedo          | Moto Guzzi | + 2 Vueltas     |        |
| 13      | Lodovico Facchinelli     | Gilera     | +2 Vueltas      |        |
| 14      | Raymond Laurent          | Norton     | +2 Vueltas      |        |
| 15      | Antonio Ronchei          | Gilera     | +4 Vueltas      |        |
| Ret     | Jost Albisser            | Norton     | Ret             |        |
| Ret     | Francesco Guglielminetti | Norton     | Ret             |        |
| Ret     | Tony McAlpine            | Norton     | Ret             |        |
| Ret     | Leo-Trevor Simpson       | Norton     | Ret             |        |
| Ret     | Walter Zeller            | BMW        | Ret             |        |
| Ret     | Carlo Bandirola          | MV Agusta  | Ret             |        |
| Ret     | Martino Giani            | MV Agusta  | Ret             |        |
| Ret     | Roland Schnell           | Horex      | Ret             |        |
| Ret     | Sid Willis               | Norton     | Ret             |        |
| Ret     | Giulio Galbiati          | Moto Guzzi | Ret             |        |
| Ret     | Fergus Anderson          | Moto Guzzi | Ret             |        |
| Ret     | William Hall             | Norton     | Ret             |        |
| Ret     | Georges Monneret         | Matchless  | Ret             |        |
| Ret     | Barrie Stormont          | Norton     | Ret             |        |
| Fuente: |                          |            |                 |        |

## Resultados 350cc
Al ganar la carrera de 350cc, Enrico Lorenzetti se aseguró el segundo lugar en el campeonato, por delante del lesionado Ray Amm, que tenía tantos puntos como Ken Kavanagh pero que, gracias a su victoria en el TT Isla de Man quedó se aseguró el tercer puesto. Hermann Paul Müller comenzó de nuevo con la Schnell-Horex y terminó séptimo.
| Pos. | Piloto              | Equipo     | Tiempo/Retirado | Puntos |
| ---- | ------------------- | ---------- | --------------- | ------ |
| 1    | Enrico Lorenzetti   | Moto Guzzi | 56' 35" 5       | 8      |
| 2    | Fergus Anderson     | Moto Guzzi | +10" 1          | 6      |
| 3    | Duilio Agostini     | Moto Guzzi | +29" 3          | 4      |
| 4    | August Hobl         | DKW        | +1 Vuelta       | 3      |
| 5    | Leo Simpson         | AJS        | +1 Vuelta       | 2      |
| 6    | Tony McAlpine       | Norton     |                 | 1      |
| 7    | Hermann Paul Müller | Horex      |                 |        |
| 8    | Ken Mudford         | AJS        |                 |        |
| 9    | Ray Laurent         | AJS        |                 |        |
| 10   | John Storr          | Norton     |                 |        |
| 12   | Arthur Wheeler      | AJS        |                 |        |
| 13   | Hans Haldermann     | Norton     |                 |        |
| 14   | George Morgan       | Velocette  |                 |        |
| Ret  | Marcel Beuvais      | AJS        | Ret             |        |
| Ret  | Siegfried Wünsche   | DKW        | Ret             |        |
| Ret  | Sidney Manson       | BSA        | Ret             |        |
| Ret  | Georges Monneret    | AJS        | Ret             |        |
| Ret  | Pierre Monneret     | AJS        | Ret             |        |
| Ret  | Len Alan Parry      | DKW        | Ret             |        |
| Ret  | Chris Stormont      | Norton     | Ret             |        |
| Ret  | Luigi Taveri        | AJS        | Ret             |        |
| Ret  | Tommy Wood          | DKW        | Ret             |        |

## Resultados 250cc
Werner Haas terminó tres segundos por detrás de Enrico Lorenzetti. El italiano no fue rival en el Campeonato Mundial y Reg Armstrong fue sólo cuarto. De este modo, Haas se aseguaba el título de 250cc.
| Pos. | Piloto            | Equipo     | Tiempo/Retirado | Puntos |
| ---- | ----------------- | ---------- | --------------- | ------ |
| 1    | Enrico Lorenzetti | Moto Guzzi | 47' 38" 7       | 8      |
| 2    | Werner Haas       | NSU        | +3" 3           | 6      |
| 3    | Alano Montanari   | Moto Guzzi | +46"            | 4      |
| 4    | Reg Armstrong     | NSU        | +47" 1          | 3      |
| 5    | Wolfgang Brand    | NSU        | +1' 31"         | 2      |
| 6    | Umberto Masetti   | NSU        | +1 Vuelta       | 1      |
| 7    | Tommy Wood        | Moto Guzzi | +1 Vuelta       |        |
| 8    | Arthur Wheeler    | Moto Guzzi | +1 Vuelta       |        |
| 9    | Angelo Marelli    | Moto Guzzi | +1 Vuelta       |        |
| 10   | Bruno Francisci   | Moto Guzzi | +1 Vuelta       |        |
| 11   | Guilio Paciocca   | Moto Guzzi | +2 Vueltas      |        |
| 12   | Rupert Hollaus    | Moto Guzzi | +2 Vueltas      |        |
| 13   | Felice Benasedo   | Moto Guzzi | +2 Vueltas      |        |
| 14   | Sidney Willis     | Velocette  | +2 Vueltas      |        |
| 15   | Adelmo Mandolini  | Moto Guzzi | +2 Vueltas      |        |
| 16   | Nino Manzoni      | Moto Guzzi | +2 Vueltas      |        |
| 17   | Lanfranco Baviera | Moto Guzzi | +2 Vueltas      |        |
| 18   | Bruno Bohrer      | Parilla    | +3 Vueltas      |        |
| 19   | Enrico Molari     | Moto Guzzi | +3 Vueltas      |        |
| 20   | Sidney Manson     | Velocette  | +3 Vueltas      |        |
| 21   | Antonio Noé       | Parilla    | +4 Vueltas      |        |
| Ret  | Ken Kavanagh      | Moto Guzzi | Ret             |        |
| Ret  | William Maddrick  | Moto Guzzi | Ret             |        |
| Ret  | Georges Monneret  | Moto Guzzi | Ret             |        |
| Ret  | Siegfried Wünsche | DKW        | Ret             |        |
| Ret  | Fergus Anderson   | Moto Guzzi | Ret             |        |

## Resultados 125cc
Werner Haas no dio opción a Carlo Ubbiali y Cecil Sandford y ganó este Gran Premio y se convirtió en campeón del mundo. Haas ganó por tan sólo cuatro décimas a Emilio Mendogni, que ganó la batalla por el segundo lugar contra Ubbiali. Mendogni también anotó los primeros puntos de la temporada con su podio.
| Pos. | Piloto            | Moto        | Tiempo/Retirado | Puntos |
| ---- | ----------------- | ----------- | --------------- | ------ |
| 1    | Werner Haas       | NSU         | 43' 10" 5       | 8      |
| 2    | Emilio Mendogni   | Moto Morini | +0" 4           | 6      |
| 3    | Carlo Ubbiali     | MV Agusta   | +1" 5           | 4      |
| 4    | Angelo Copeta     | MV Agusta   | +33" 5          | 3      |
| 5    | Wolfgang Brand    | NSU         | +1' 38" 2       | 2      |
| 6    | Paolo Campanelli  | MV Agusta   | +1' 49" 8       | 1      |
| 7    | Roberto Colombo   | NSU         | +1 Vuelta       |        |
| 8    | Hans Luttenberger | MV Agusta   | +1 Vuelta       |        |
| 9    | Georges Burggraf  | MV Agusta   | +1 Vuelta       |        |
| 10   | Rupert Hollaus    | NSU         | +2 Vueltas      |        |
| 11   | Meo Vaifrio       | FB Mondial  | +2 Vueltas      |        |
| 12   | Federico Bettoni  | MV Agusta   | +3 Vueltas      |        |
| Ret  | Angelo Marelli    | MV Agusta   | Ret             |        |
| Ret  | Felice Benasedo   | MV Agusta   | Ret             |        |
| Ret  | Pierre Michel     | Michel      | Ret             |        |
| Ret  | Luigi Zinzani     | Morini      | Ret             |        |